# Hockey Club Deportivo Alemán (CDA)

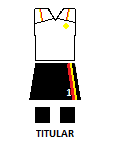
Uniforme Titular de Adultas a contar del año 2014

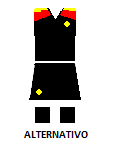
Uniforme alternativo

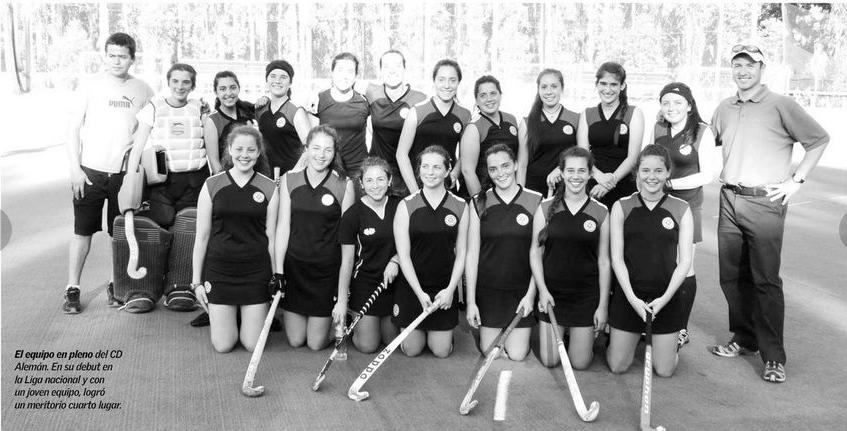
Foto equipo Adultas CDA junto a su DT Adolf Heller y a su preparador físico Juan Painecura 2012

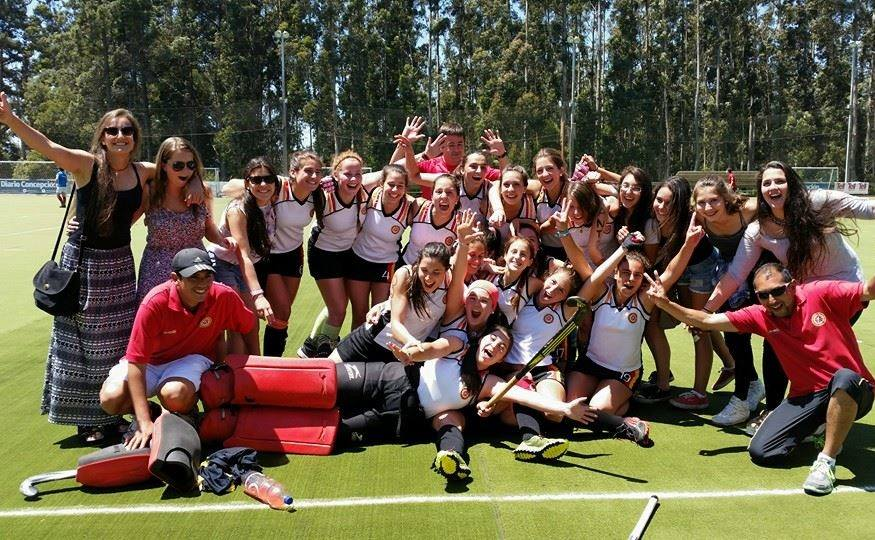
Equipo adultas junto a su entrenador y técnicos2014

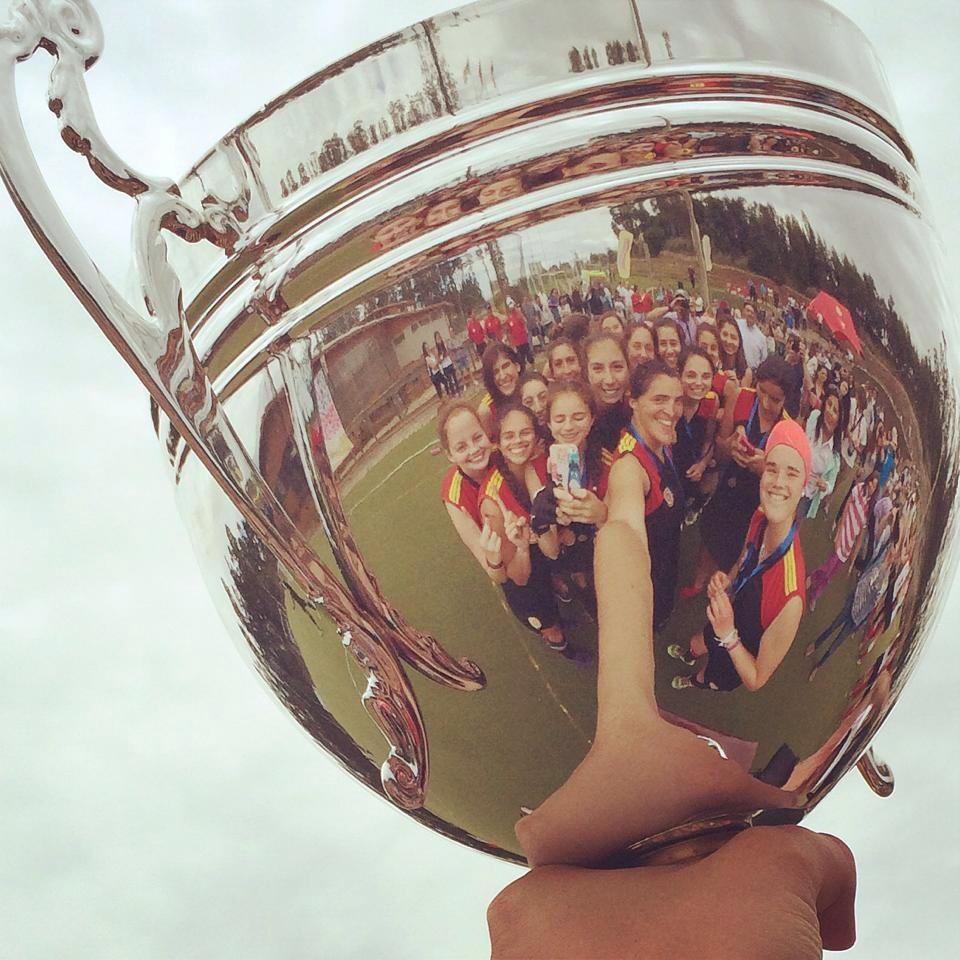
Equipo Adultas CDA Levantando la copa del Campeonato Nacional 2.ª Div 2014

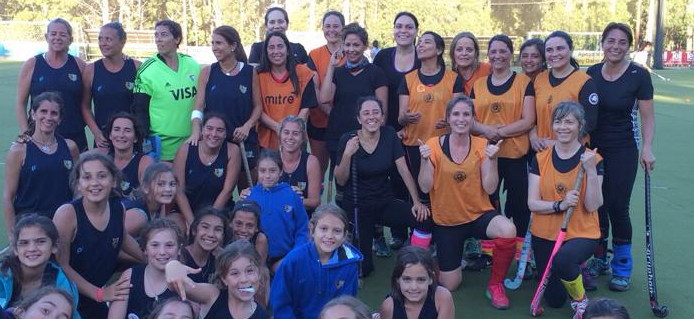
(Naranjo) Hockey Madres del CDA después de un amistoso contra equipo de madres de Argentina

La rama de Hockey sobre césped del Club Deportivo Alemán (CDA) es un equipo de Hockey sobre césped chileno, de la ciudad de Concepción, en la Región del Biobío. Fue fundado en el año 2008.

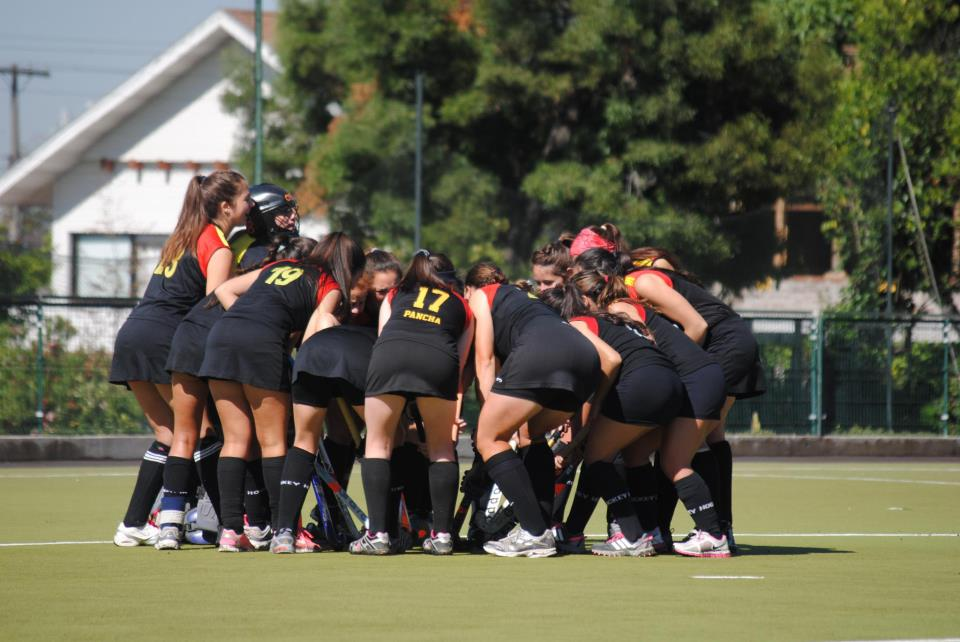
Equipo Femenino Hockey Césped CDA

Posee Rama Femenina y Masculina.

## Categorías
- Escuela (5 a 8 años)
- Sub-10
- Sub-12
- Sub-14
- Todo Competidor (adultos)

## Hockey Césped Femenino
Ha participado en varios campeonatos dentro de la zona sur del país, estando siempre entre los primeros lugares. Desde el año 2012 se integra en el Torneo Nacional organizado por la Federación Nacional de Hockey Césped en el cual de obtiene el 4.º lugar de 12 equipos bajo el DT Adolf Heller. Logran llamar la atención de la competencia, ya que es el equipo más joven en este torneo (promedio edad jugadoras 16 años). A inicios del 2013 se integra como Director Técnico del CDA el Argentino Emiliano Monteleone, buscando mejorar el nivel competitivo de la rama femenina y masculina. Finalizan el año mejorando su anterior participación en el Torneo nacional, con un 3.er lugar  (entre 12 equipos). Para el año 2014 el club debe enfrentar la partida de Emiliano Monteleone quien decide trabajar en Santiago debido a su incorporación en el cuerpo técnico de la Selección Nacional de Hockey "Las Diablas", por lo que llega al club el Mendocino Cristian González quien toma las riendas del Hockey en el CDA. Con un estilo diferente del anterior técnico, Cristian reestructura nuevamente las posiciones del equipo, imponiendo a las jugadoras que den lo mejor de sí en la cancha. Luego de un arduo año de entrenamientos, logra el 22 de noviembre de 2014, que el equipo femenino adultas se conviertan en Campeonas de la Liga Nacional de Hockey césped de Chile 2.ª Div, logrando que asciendan a 1.ª División luego de ganar el último partido a las dos veces anteriormente campeonas Manquehue C.

### Torneo Nacional
Categoría Damas 2.ª Div
2012, 4.º lugar
2013, 3.er Lugar
2014, 1.er lugar
2015, 1.er lugar

### Torneos Regionales
2013,2014 1.er lugar Campeonato Generaciones (organizado por Country Club Concepción, Todo Competidor
2013, 1.er lugar Campeonato Zona Sur. Categorías Sub-8, Sub-10, Sub-12 y Todo Competidor

## Hockey Césped Masculino
Al igual que las mujeres, han sido partícipes de diferentes campeonatos dentro de la zona sur del país, posicionándose siempre entre los primeros lugares. Desde el año 2012 se integran al Torneo Nacional organizado por la Federación Nacional de Hockey Césped. Desde el año 2013 comienzan a entrenar en conjunto con el equipo Country Club Concepción, formando una alianza para poder desempeñarse con un mejor nivel en el Torneo Nacional, por lo cual los dos equipos pasan a llamarse "Concepción".

## Hockey Césped "Madres"
Desde el año 2013 se inicia este grupo, que más ser formado para la competición, se forma para la recreación de muchas madres entusiastas de los mismos hockistas del Club. Actualmente la integran más de 14 madres (socias del club, madres de jugadores/as, entre otras) que entrenan una vez por semana para salir de la rutina bajo la dirección del DT Adolf Heller.

## Deportistas Destacados
Cada año el CDA elige a 2 deportistas destacados (un hombre y una mujer) de cada rama.
En hockey han sido los siguientes:
| Año  |         | Deportista destacado     |
| ---- | ------- | ------------------------ |
| 2009 | Hombres | Nicolás Correa Romagnoli |
| 2009 | Mujeres | María Jesús Montero Riva |
| 2010 | Hombres | Nicolás Correa Romagnoli |
| 2010 | Mujeres | Josefa Prat Tapia        |
| 2011 | Hombres | Germán Domke             |
| 2011 | Mujeres | Isidora Muñoz            |
| 2012 | Hombres | Germán Domke             |
| 2012 | Mujeres | María Jesús Montero Riva |

## Cuerpo Técnico
- Director Técnico y Jefe de Rama: Leandro Mantello

- Preparador Físico y Entrenador Cat. Inferiores: Juan Painecura

- Entrenadores Cat. Inferiores:
- Geraldine Fuentes
- María Soledad Alvear
- Carlos Veloso
- María Trinidad Díaz